# Jezus Chrystus, Bog Człowiek, mądrość Oćca swego

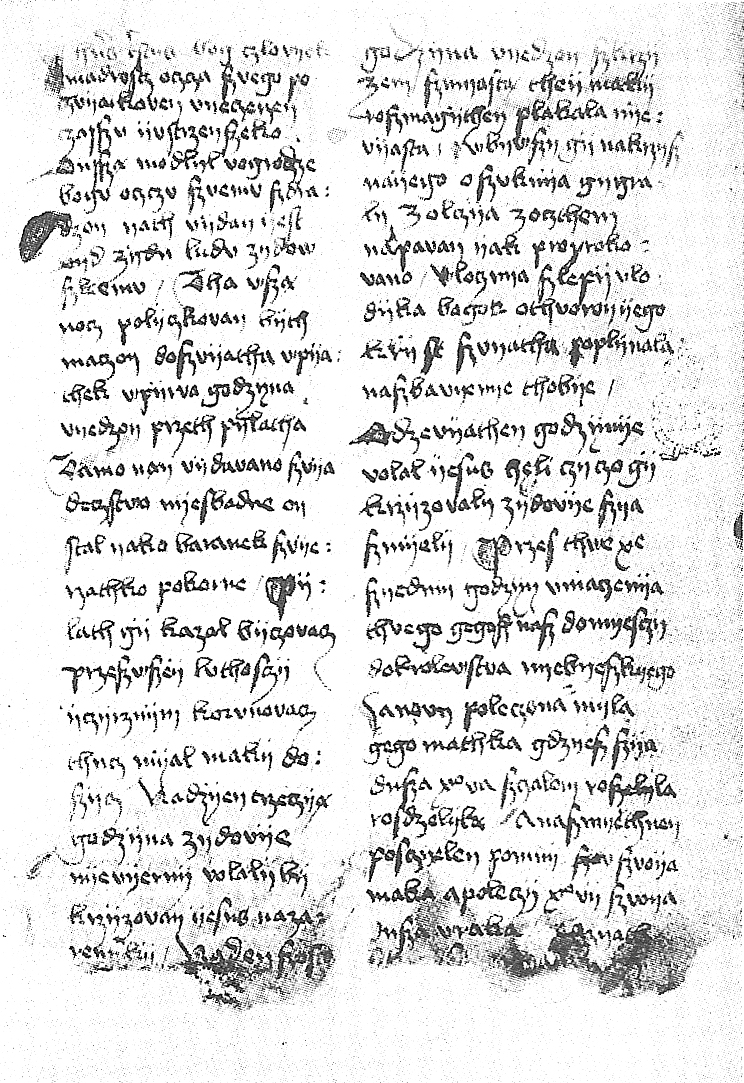
Rękopis pieśni z ok. 1453 roku

Jezus Chrystus, Bog Człowiek, mądrość Oćca swego – najstarsza znana polska pieśń pasyjna, pochodząca prawdopodobnie z XIV wieku. Utwór jest anonimowy. Język pieśni wskazywać może, że powstała ona na Mazowszu. 
Pieśń stanowi stosunkowo wierny przekład popularnych łacińskich godzinek, zaczynających się od słów Patris sapientia, veritas divina Iesus Christus captus est hora matutina i zatytułowanych Horae canonicae Salvatoris (pl. Godzinki o Męce Pańskiej). Tego typu utwory stanowiły skróty (tzw. officia parva) nabożeństw brewiarzowych, przeznaczone dla osób świeckich lub niewyświęconych zakonników. Zarówno w  Horae cannonicae Salvatoris jak i jego polskim przekładzie, kolejne strofy odpowiadają kolejnym godzinom kanonicznym z brewiarza, którym z kolei przyporządkowane są do rozpamiętywania odpowiednie etapy męki Jezusa:
- jutrzni odpowiada pojmanie w ogrodzie Getsemani
- pryma łączy się z sądem u Piłata
- tercja z biczowaniem
- seksta – drogą krzyżową
- nona – śmiercią przez ukrzyżowanie
- nieszpory – zdjęciem z krzyża
- kompleta – ze złożeniem Jezusa do grobu.

Porządek ten buduje narrację siedmiu pierwszych strof pieśni; dwie ostatnie strofy poświęcone są natomiast prośbom wiernych o szczęście doczesne i wieczne. 
Utwór składa się z dziewięciu czterowersowych strof, rymowanych parzyście (aabb) i napisanych trzynastozgłoskowcem (7+6).
Pieśń datowana jest najczęściej na XIV wiek, jednak Aleksander Brückner sugerował, że mogła ona być jeszcze wcześniejsza; w tym wypadku jej autorem miałby być opat witowski Jan, związany z dworem Władysława Łokietka (był on również wymieniany jako możliwy autor drugiej części Bogurodzicy). Jednak hipoteza Brücknera nie uzyskała potwierdzenia we współczesnych badaniach językoznawczych.
Do czasów obecnych zachowały się cztery średniowieczne redakcje rękopiśmienne pieśni. Najstarszy z rękopisów, datowany na ok. 1420 rok, przechowywany był w Cesarskiej Bibliotece Publicznej w Petersburgu (sygn. Lat. XVII Q. 131). Stamtąd został w 1921 roku przewieziony do Polski. Zaginął ostatecznie podczas II wojny światowej, zachowała się jedynie jego fotokopia, sporządzona w 1930 roku.